# Monocentrus capeneri
Monocentrus capeneri är en insektsart som beskrevs av Boulard 1971. Monocentrus capeneri ingår i släktet Monocentrus och familjen hornstritar. Inga underarter finns listade i Catalogue of Life.